# إذاعة وسط الدلتا
إذاعة وسط الدلتا هي إحدى الإذاعات الإقليمية المصرية، تأسست في 22 يوليو 1982 كأول إذاعة محلية في مصر، وبدأت بثها بمدة ساعتين في الفترة المسائية فقط. 
تغطي الإذاعة ست محافظات في منطقة الدلتا: الغربية، المنوفية، كفر الشيخ، دمياط، الدقهلية، والشرقية. تقدم برامج متنوعة تهدف إلى خدمة المجتمع المحلي، بما في ذلك البرامج الثقافية، الترفيهية، والاجتماعية، بالإضافة إلى الفترات المفتوحة التي تناقش القضايا التي تهم المواطنين في إقليم وسط الدلتا. 
على مدار السنوات، شهدت الإذاعة تطورًا في مدة البث، حيث بدأت بساعتين يوميًا وازدادت تدريجيًا لتصل حاليًا إلى 18 ساعة يوميًا. في 22 يوليو 2023، احتفلت الإذاعة بمرور 41 عامًا على تأسيسها، حيث تم تخصيص عدد من البرامج والفترات المفتوحة للاحتفال بهذه المناسبة، واستضافة قدامى الإذاعيين وخبراء الإعلام للحديث عن دور الإذاعات الإقليمية في خدمة المجتمع. 
رغم التحديات التي تواجهها، مثل ضعف الإرسال وعدم بث برامجها عبر النايل سات، تواصل إذاعة وسط الدلتا تقديم خدماتها الإعلامية للمستمعين، مع مطالبات مستمرة من الجمهور بتقوية الإرسال وإعادة البث عبر النايل سات لتحسين جودة الاستقبال. 
تُعد الإذاعة أيضًا منصة لاكتشاف المواهب في مختلف المجالات من خلال تنظيم المسابقات والبرامج التي تهتم بالجوانب الإنسانية والثقافية، مما يعكس التزامها بدورها في خدمة المجتمع المحلي وتعزيز التواصل بين المواطنين والمسؤولين. 